# Fédération du Mozambique de basket-ball
La Fédération du Mozambique de basket-ball (Federação Moçambicana de Basquetebol) est une association, fondée en 1978, chargée d'organiser, de diriger et de développer le basket-ball au Mozambique.
La Fédération représente le basket-ball auprès des pouvoirs publics ainsi qu'auprès des organismes sportifs nationaux et internationaux et, à ce titre, le Mozambique dans les compétitions internationales. Elle défend également les intérêts moraux et matériels du basket-ball mozambicain. Elle est affiliée à la FIBA depuis 1978, ainsi qu'à la FIBA Afrique.
La Fédération organise également le championnat national.